# Бессонов, Александр Григорьевич (полный кавалер ордена Славы)
Александр Григорьевич Бессонов (10.08.1923 — 24.03.1945) — командир миномётного расчёта 657-го стрелкового полка (125-я стрелковая дивизия, 21-я армия, 1-й Украинский фронт) сержант, участник Великой Отечественной войны, кавалер ордена Славы трёх степеней.

## Биография
Родился 10 августа 1923 года в деревне Посадка ныне Хомутовского района Курской области в семье крестьянина. Русский.
Окончил 7 классов и курсы механизаторов. Работал трактористом в колхозе.
В 1941 году был призван в Красную армию Хомутовским райвоенкоматом. С октября 1941 года участвовал в боях с захватчиками. Был дважды ранен в августе 1942 года и в январе 1943 года.
К лету 1943 года красноармеец Бессонов сражался наводчиком противотанкового ружья 498-го стрелкового полка 132-й стрелковой дивизии (Центральный фронт). Отличился в сражении на Курской дуге. При отражении танковой атаки противника метким огнём заставил повернуть танки обратно, награждён медалью «За боевые заслуги».
К лету 1944 года сержант Бессонов уже командовал миномётным расчётом 657-го стрелкового полка 125-й стрелковой дивизии, в её составе прошёл оставшийся боевой путь. В это время дивизия вела оборонительные бои в районе города Нарва (Эстония).
В период боёв с 29 июля по 2 августа 1944 года младший сержант Бессонов участвовал в отражении 9 атак гитлеровцев. Его расчёт огнём из миномёта уничтожил станковый пулемёт, двух снайперов, заставил замолчать противотанковое орудие. 31 июля во время атаки танкового десанта умелыми действиями отсёк пехоту немцев от танков и уничтожил 14 гитлеровцев.
Приказом по частям 12-й стрелковой дивизии от 15 августа 1944 года (№ 68/н) младший сержант Бессонов Александр Григорьевич награждён орденом Славы 3-й степени.
С 16 сентября 1944 года дивизия участвовала в Таллинской наступательной операции, в ходе неё, двигаясь по побережью Финского залива, освободила ряд эстонских городов, в том числе столицу Эстонии город Таллин.
19-22 сентября 1944 года при наступлении на город Таллин (Эстония) младший сержант Бессонов действовал в качестве десантника на танке. Сразил из автомата 7 солдат противника; противотанковой гранатой подорвал автомобиль с гитлеровцами. В городе Таллин в уличном бою убил 4 и пленил 3 фашистов.
Приказом по войскам 8-й армии от 16 октября 1944 года (№ 73/н) младший сержант Бессонов Александр Григорьевич награждён орденом Славы 2-й степени.
После операции дивизия была выведена в резерв, находилась до начала декабря 1944 года на южном побережье Финского залива. Затем была переброшена в Польшу на 1-й Украинский фронт. В ходе Сандомироско-Силезской операции введена в бой вторым эшелоном, наступала в общем направлении на город Ратибор (Рацибуж, Силезское воеводство, Польша).
24 января 1945 года в бою за населённый пункт Карновицы в ходе наступления на город Ратибор старший сержант Бессонов, командуя расчётом, из миномёта истребил до 20 солдат, уничтожил миномёт противника. В критический момент боя подполз к вражескому пулемёту и забросал его гранатами, чем обеспечил наступление стрелкового подразделения. За этот бой был представлен к награждению орденом Славы 1-й степени.
В ходе Верхне-Силезской операции дивизия прорвала мощную оборону противника и наступала в общем направлении на города Нейсе (ныне город Ныса, Польша), который был освобождён 24 марта. В боях за этот город 24 марта 1945 года старший сержант Бессонов погиб.
Был похоронен в парке города Ныса, после войны перезахоронен как неизвестный на воинском кладбище в городе Кендзежин-Козле Кендзежинско-Козельского повята, ныне Опольского воеводства Республики Польша.
Указом Президиума Верховного Совета СССР  от 10 апреля 1945 года старший сержант Бессонов Александр Григорьевич награждён орденом Славы 1-й степени. Стал полным кавалером ордена Славы.

## Награды
- Орден Славы 1-й (15.5.1946)[4], 2-й (16.10.1944)[5] и 3-й (15.08.1944)[6] степеней
- медаль «За боевые заслуги» (13.07.1943)[3]